# Gruppo 625
Gruppo 625 — итальянский паровоз выпускавшийся с 1910 по 1922 год на заводах компании Berliner Maschinenbau.
Паровоз Gruppo 625 был предназначен для вождения грузопассажирских поездов по линиям Ferrovie dello Stato. Паровоз был способен проходить линии с кривыми малого радиуса.
Ferrovie dello Stato были заинтересованы в том, чтобы получить локомотив как можно быстрее, поэтому было принято решение проект создавать на основе конструкции существующих паровозов. Было принято решение использовать парораспределительный механизм Вальсхарта. Аналогичным способом были созданы многие серии паровозов Италии Gruppo 740 (по конструкции Gruppo 730), Gruppo 640 (по конструкции Gruppo 630), Gruppo 880 (по конструкции Gruppo 875).
Первый паровоз был построен в 1910 году и до начала Первой мировой войны было произведено 108 паровозов, они получили серийный номера от 62501 до 62608. Позднее обозначение паровозов было изменено на Gr625.001-108. С началом войны производство было остановлено, ведь производились они в Германии, а после её окончания производство было возобновлено и произведено ещё 80 паровозов, часть из них поставлена в счёт репараций.
Паровоз эксплуатировался локомотивными депо Кастельветрано и Паола.